# M79 유탄발사기
M79는 1950년대에 개발되어 베트남 전쟁에 참전한 미국이 사용한 개인 휴대용 유탄발사기으로, 40mm 유탄을 사용하며, 종래의 수류탄보다 더욱 정밀하고 효율적인 대인살상력을 보였다. 당시의 병사들은 썸퍼Thumper, 블루프 튜브Bloop Tube란 별명으로 부르기도 하였다. 훗날 M79와 40 mm 유탄의 성공은 AR-15 계열의 제식 소총 총열 하단에 부착하여 사용하는 M203 유탄발사기를 등장시켰다.
M79의 변형으로서 네이비 씰을 위한 차이나 레이크 유탄발사기도 있었으나 휴대성의 문제로 채용되지는 못하였다.
남아프리카 공화국에서는 밀코르(Milkor), 대한민국에서는 S&T 대우에 의해 KM79라는 명칭으로 면허 생산되었으며, 대한민국군에 M203 유탄발사기, K201 유탄발사기가 채용되면서 군사적 일선에서는 물러났다. 현재 SWAT(경찰특공대)에 연막탄과 최루탄 투척용의 특수 목적용 화기로서 채용되어 있다.
이라크에서 빈번히 일어나는 시가지전에서 고전을 면치 못하고 있는 미군이 재차 M79를 꺼내어 활용하고 있는 모습이 자주 포착되고 있다.

## 대중문화
- 배틀그라운드 모바일의 헤비머신건 모드에서 40mm 유탄을 쓰는 유탄발사기로 나온다.

- 배틀그라운드의 에란겔 비켄디 태이고등 여러 맵에서 스폰된다. 그리고 M79전용 연막탄과 함께 스폰이 된다

- 로블록스FPS 게임 arsenal 표준 모드에서 나온다.

- Surviv.io에서 40mm 탄을 사용하는 유탄발사기로 나온다
- 배틀그라운드 모바일의 헤비머신건 모드에서 40mm유탄을 쓰는 소형 M79로 나온다

## 같이 보기
- XM148 유탄발사기
- M203 유탄발사기
- 차이나 레이크 유탄발사기